# Zimtbauch-Phoebetyrann
Der Zimtbauch-Phoebetyrann (Sayornis saya) ist ein amerikanischer Schreivogel.

## Merkmale
Der 16 cm lange Zimtbauch-Phoebetyrann ist auf der Oberseite braun-grau und am Bauch braun-orange gefärbt. Hals
und Brust sind hellgrau. Jungvögel zeichnen sich durch zimtfarbene Flügelbinden aus.

## Vorkommen
Der Zimtbauch-Phoebetyrann lebt während der Brutsaison in trockenen offenen oder halboffenen Lebensräumen im Westen Nordamerikas, von Alaska bis nach Mexiko. Im Winter ziehen sie in den Süden Mexikos. Im südlichen Teil des Verbreitungsgebiets sind sie Standvögel.
Der Bestand ist rückläufig, was auf den Verlust des Lebensraumes in den Überwinterungsgebieten zurückgeführt wird.

## Verhalten
Der Zimtbauch-Phoebetyrann jagt von einer Warte auf einem Zweig oder Felsen nach Insekten, die er im Flug
fängt. Er kann auch im Rüttelflug über offenen Flächen nach Insekten Ausschau halten. Gelegentlich ernährt sich der
Vogel auch von bestimmten Beeren.
Der Gesang des Vogels klingt wie pit-sie-ar, der Ruf wie pie-ih. Diese beiden Schreie
werden oft pausenlos abgewechselt.

## Fortpflanzung
Zimtbauch-Phoebetyrannen bauen ein Schalennest aus Lehm und Gras in einem natürlichen oder von Menschen errichteten Hohlraum, manchmal auch unter einem Felsabsatz. Pro Brut legen die Vögel 3–6 Eier und bebrüten sie 12–14 Tage lang. Während ausschließlich das Weibchen brütet, können beide Partner die Jungen mit Nahrung versorgen. Nach 14–17 Tagen sind die Jungvögel flügge. Das Nest kann in der zweiten Brutperiode wiederverwendet werden.

## Unterarten
Die geografische Variation ist geringfügig und verläuft vermutlich sehr allmählich (klinal) hin zu blasseren Vögeln in den arideren Teilen des Verbreitungsgebiets. Es werden bis zu vier Unterarten unterschieden, von denen heute aber oft die Unterarten S. s. yukonensis und S. s. pallidus als der Nominatform zugehörig angesehen werden.
- Sayornis saya pallidus (Swainson, 1827) – zentrales Hochland von Mexiko
- San José Phoebe Sayornis saya quiescens (Grinnell, 1926) – Nördliches Baja California und Isla de Cedros in Mexico
- Say-Phoebe Sayornis saya saya (Bonaparte, 1825) – Westliches Kanada südwärts durch den Westteil der USA
- Yukon Phoebe Sayornis saya yukonensis (Bishop, 1900) – Alaska und nordwestliches Kanada